# L'Amant (film, 2002)
Pour les articles homonymes, voir L'Amant.
Pour plus de détails, voir Fiche technique et Distribution.
L'Amant (Любовник) est un film russe réalisé par Valeriy Todorovski, sorti en 2002,.

## Fiche technique
- Photographie : Sergeï Mikhaltchouk
- Musique : Alekseï Aïgi
- Décors : Vladimir Goudilin
- Montage : Vera Krouglova

## Récompense
- 2002 : Festival du cinéma russe à Honfleur : prix du public et prix du meilleur rôle masculin (pour Oleg Yankovski)